# Арнау, Франсеск
Франсеск Хавьер Арнау Грабулоса (исп. Francesc Xavier Arnau Grabulosa; 23 марта 1975, Лес-Планес-д’Остолес — 22 мая 2021, Овьедо, Астурия) — испанский футболист, вратарь, известный по выступлениям за клубы «Барселона» и «Малага».

## Клубная карьера
Воспитанник клуба «Барселона». 9 ноября 1996 года в матче против «Атлетико Мадрид» он дебютировал в Ла Лиге. Франсеск был третьим вратарём команды после Рууда Хеспа и Пепе Рейны, поэтому редко попал даже в заявку и выступал в основном за «Барселона B». Несмотря на это, он дважды выиграл чемпионат, завоевал Кубок и Суперкубок Испании, а также стал обладателем Кубка кубков.
В 2001 году Арнау перешёл в «Малагу». Сумма трансфера составила 2,1 млн евро. До 2003 года он был сменщиком Педро Контрераса и после ухода последнего был выбран капитаном команды. В 2007 году Франсеск проиграл конкуренцию Инаки Гоития. В 2009 году конкурент перешёл в «Бетис», но ему на смену пришёл Густаво Мунуа и был взят в аренду Роберто Сантамария. Арнау стал третьим вратарём команды. В 2010 году уругваец покинул «анчоусов» и Франсеск вновь получил место в основе, но после того как он совершил несколько результативных ошибок, был переведён в запас. 21 мая 2011 года Арнау сыграл свой последний матч в карьере, выйдя на замену вместо Вилли Кабальеро в конце поединка против своего родного клуба «Барселоны». За «Малагу» он провёл более 100 матчей и стал обладателем Кубка Интертото.

## Карьера в сборной
В 1998 году в составе молодёжной сборной Испании Франсеск выиграл молодёжный чемпионат Европы в Румынии и стал его лучшим футболистом.

## Достижения
«Барселона»
- Чемпион Испании — 1997/1998, 1998/1999
- Обладатель Кубка Испании — 1996/1997, 1997/1998
- Обладатель Суперкубка Испании — 1996
- Обладатель Кубка кубков — 1996/1997

«Малага»
- Обладатель Кубка Интертото — 2002

Испания (до 21)
- Чемпионат Европы по футболу среди молодёжных команд — 1998

## Гибель
Франсеск Арнау скончался 22 мая 2021 года, бросившись под пассажирский поезд.